# جمال الضاري
جمال عبد الوهاب الضاري (16 تموز 1965) هو أحد شيوخ عشيرة زوبع في العراق وسياسي عراقي، وهو من أسرة عالم الدين والسياسي الشيخ حارث الضاري.
ولد جمال الضاري في منطقة أبو غريب. نشأ في عشيرة زوبع وفي السبعينيات التحق بمدرسة حفصة.
في عام 1984 التحق بالجيش العراقي للقتال في القادسية الثانية في صفوف الحرس الجمهوري العراقي حتى سنة 1988.
في عام 1987، اتهم جمال بالانتماء لحركة سياسية، وحكم عليه محكمة عسكرية بالسجن 1988م. وفي عام 1990، أطلق سراحه.
بعد غزو قوات التحالف للعراق عام 2003، كان من أشد المؤيدين للوطنية العراقية والحكم الذاتي. وفي عام 2005، قاتل هو وعائلته ضد احتلال تنظيم القاعدة للأراضي العراقية، وبالتالي فقد 70 من أفراد عائلته في الصراع.
في عام 2014، ساعد في إنشاء مركز أبحاث غير ربحي "سفراء السلام للعراق"، ليشرح للجماهير الغربية الوضع الحالي في العراق، وكيفية القضاء التام على تنظيم الدولة داعش والقوات الإرهابية الأخرى في العراق، وبناء التأييد الدولي لعموم العراق. 
في 28 و29 أيار/مايو 2016، نظم الشيخ جمال الضاري من خلال مركز أبحاث المنظمات غير الحكومية «سفراء السلام للعراق» «مؤتمر السلام والمصالحة» في صالات فندق جورج الخامس في باريس 8e. وفي 30 أيار 2016، في نهاية هذا المؤتمر أنشأ جمال الضاري في باريس، مع فريق وطني عراقي، المنظمةَ غير الحكومية «المشروع الوطني العراقي» («المشروع الوطني العراقي»)، والتي يرأسها. وفي 2 أيار سنة 2018، أنشأ مكتب «المشروع الوطني العراقي» في باريس من أجل السعي للحصول على تأييد دولي جديد لمشروعه السياسي وخاصة لفرنسا التي أقام معها علاقات ودية مع السلطات القائمة. منذ عام 2017. 
استثمر بشكل مكثف في العراق، فقد التقى في كثير من الأحيان بأعلى الشخصيات السياسية والعشائرية والمدنية في بلاده والبلدان الأجنبية. وفي الوقت الحاضر، يعمل جمال الضاري من أجل التجديد في العراق من خلال صياغة تسوية غير طائفية وشاملة لجميع العراقيين.